# Camptosaurus
Camptosaurus („ohebný ještěr“) byl rod poměrně velkého býložravého dinosaura ze skupiny Ornithopoda. Vyskytoval se v období pozdní jury na území západu Severní Ameriky, možná ale také na území současné západní Evropy.

## Popis
Byl větší, mohutnější a vyspělejší než jeho příbuzný rodu Dryosaurus. Tento poměrně vzácný tvor připomínal stavbou těla víc iguanodona než dryosaura. Nepohyboval se pouze po zadních, ale také po všech čtyřech končetinách. Na zadní končetiny se nejspíš stavěl jen při běhu a když chtěl dosáhnout výše.
Na předních končetinách došlapoval jen na střední tři prsty, malíček zůstal kratší, avšak pohyblivý, když se palec zkrátil a prodloužil se jeho bodákový dráp. Na rozdíl od dryosaura měl též podlouhlou lebku. Žil v době svrchní jury (asi před 155 až 150 milióny let). Jeho fosilie byly nalezeny v USA a Anglii. Druh „Camptosaurus“ prestwichi z Anglie má nyní již vlastní rodové jméno – Cumnoria.
Camptosaurus mohl chodit po dvou i po čtyřech nohách a je menším příbuzným křídového iguanodona. Jeho silné zadní nohy se čtyřmi prsty mu dávaly šanci rychle utéct před velkými predátory. Camptosaurus se mohl postavit zpříma a škubat listí ze stromů a cykasů. Neměl sice zuby v přední čelisti, ale v zadní čelisti měl dostatek zubů, aby mohl potravu dobře rozžvýkat. Na rozdíl od iguanodona neměl kamptosaurus trn na palci. Pět prstů na jeho rukou a čtyři na jeho nohou připomínalo spíše kopyta než drápy. Žil ve stádech a možná pravidelně migroval za potravou.
V roce 1884 byl kamptosaurus spolu se stegosaurem poprvé zachycen na ilustraci francouzského výtvarníka Auguste Jobina.

## Rozměry
Tento ornitopod dosahoval délky kolem 7 metrů, výšky ve hřbetu kolem 2 metrů a odhadované hmotnosti mezi 500 a 900 kilogramy. Byl tak spíše ornitopodem střední velikosti, menším než pozdější kachnozobí dinosauři.